# Ridley Scott
Ridley Scott, född 30 november 1937 i South Shields i dåvarande County Durham (i nuvarande Tyne and Wear), är en brittisk filmregissör.
Ridley Scott har gjort flera kritikerrosade filmer, exempelvis Alien, Blade Runner, Gladiator, Black Hawk Down och American Gangster.
Scott har nominerats till Oscar för bästa regi tre gånger (för Thelma & Louise, Gladiator, och Black Hawk Down) men aldrig vunnit priset.
En av Scotts favoritskådespelare är Russell Crowe som hittills varit med i fem av hans filmer: Gladiator, Ett bra år, American Gangster, Body of Lies och Robin Hood.
Ridley Scott är bror till den framlidne filmregissören Tony Scott.

## Filmografi
- 1977 – Duellanterna
- 1979 – Alien
- 1982 – Blade Runner
- 1985 – Legenden - mörkrets härskare
- 1987 – I skuggan av ett brott
- 1989 – Black Rain
- 1991 – Thelma & Louise
- 1992 – 1492 – den stora upptäckten
- 1996 – Den vita stormen
- 1997 – G.I. Jane
- 2000 – Gladiator
- 2001 – Hannibal
- 2001 – Black Hawk Down
- 2003 – Matchstick Men
- 2005 – Kingdom of Heaven
- 2006 – Ett bra år
- 2007 – American Gangster
- 2008 – Body of Lies
- 2010 – Robin Hood
- 2012 – Prometheus
- 2013 – The Counselor
- 2014 – Exodus: Gods and Kings
- 2015 – The Martian
- 2017 – Alien: Covenant
- 2017 – All the Money in the World
- 2021 – The Last Duel
- 2021 – House of Gucci
- 2023 – Napoleon
- 2024 – Gladiator 2